# John Rabe

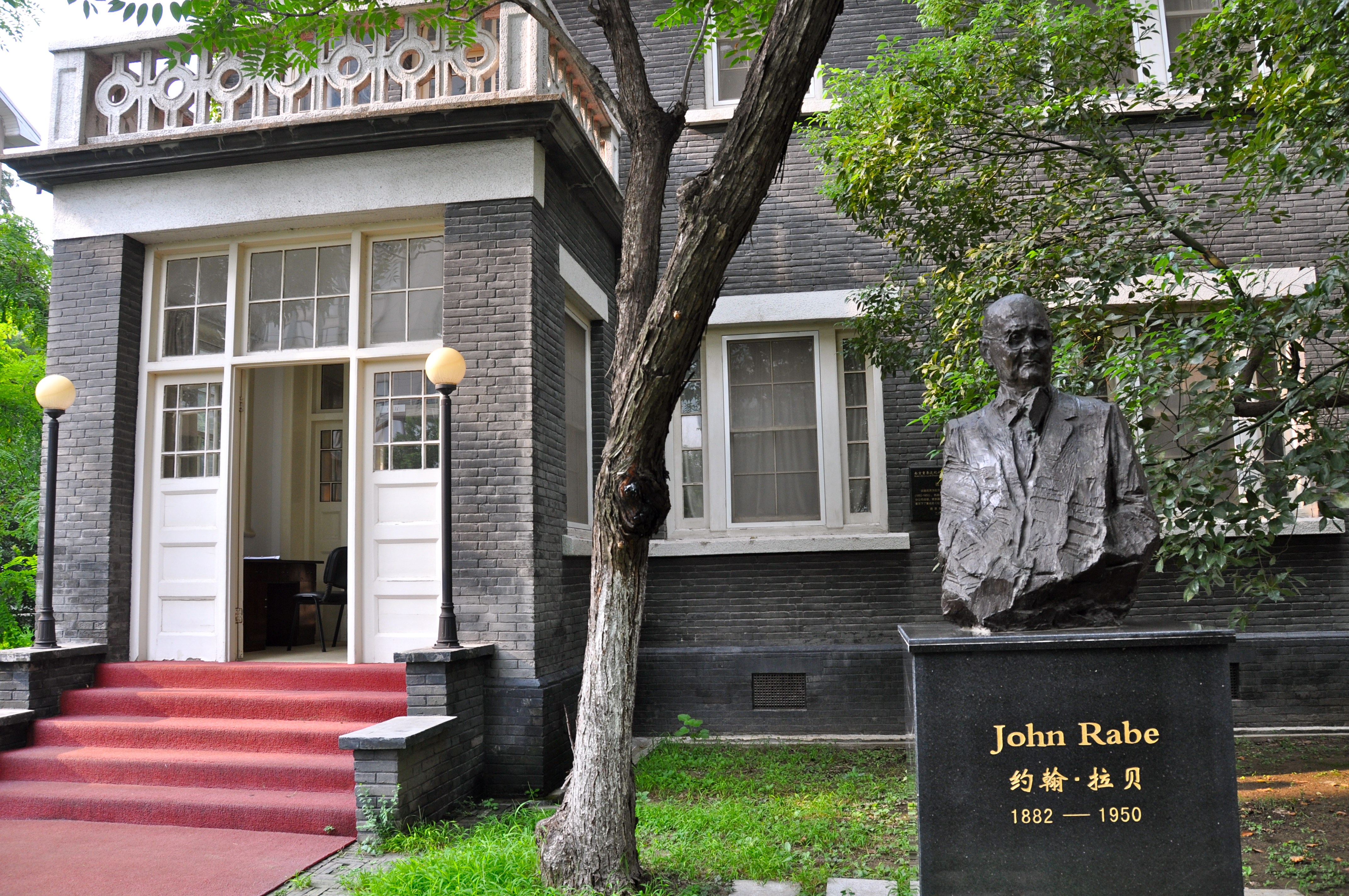
John Rabes bostad i Nanjing med en byst av John Rabe i förgrunden.

John Rabe, född 23 november 1882 i Hamburg, död 5 januari 1950, var en tysk nazistisk partimedlem och affärsman som räddade 250 000 kineser från den japanska Nanjingmassakern tiden närmast efter Japans erövrande av Kinas dåvarande huvudstad Nanjing den 13 december 1937. 
Han åstadkom detta genom att påta sig rollen som ledare för de västerlänningar som grundade, organiserade och styrde den säkerhetszon som sattes upp i Nanking11, dit invånare kunde fly och hamna i säkerhet från den japanska arméns massmord i staden. De besinningslösa massmorden antas ha utlösts som en hämnd för att en mindre grupp kinesiska soldater hade beskjutit japanska förtrupper efter huvudstadens officiella kapitulation. Men den japanska hämnden saknade åtminstone före andra världskriget motstycke som kollektiv vendetta mot en civilbefolkning. Antalet mördade (krigsfångar och civila) räknades i hundratusental, minst. Och utan Rabes insatser hade dessa offer blivit än många fler.
Rabe (som hade de samlade västerländska delegationens samtycke) försökte redan från stadens fall förhandla med japanerna, men lyckades dessvärre aldrig få kontakt med någon högre japansk officerare.    
Han var, liksom nära nog alla tyskar i utländsk chefsbefattning mindre än två år före andra världskrigets utbrott, medlem i det tyska nazistpartiet. Detta hindrade honom dock inte från att rädda liv. Han har bland annat kallats för "Kinas Oskar Schindler". Rabe avsade sig senare nazismen som sin ideologi och ångrade sitt partimedlemskap i NSDAP. Han misstänktes aldrig för humanitär brottslighet, men fick genomgå "de-nazifieringskurser" 1945-46. 
John Rabe arbetade som platschef för ett elverk i Nanjing som ägdes av det tyska företaget Siemens vid tiden för Japans erövring av den dåvarande kinesiska huvudstaden, den 13 december 1937. Han blev snart en av de ledande krafterna bland de västerlänningar som valt att stanna kvar i staden och var med och bildade Nankings internationella säkerhetszon i början av december 1937 med inspiration från en liknande modell som bildats i Shanghai tidigare samma år i samband med att hade Japan erövrat den staden. Rabe utsågs till zonens ordförande. Säkerhetszonen hade till uppgift att ge Nanjings civilbefolkning en fristad från övergrepp från den japanska armén och kunna erbjuda mat, vatten, sjukvård och liknande. Säkerhetszonen erkändes av den japanska ockupationsmakten som förband sig att inte anfalla eller gå in med soldater i zonen, motkravet var dock att säkerhetszonen inte fick gömma några kinesiska soldater eller vapen och att kinesiska soldater skulle överlämnas som krigsfångar till den japanska armén om de återfanns innanför zonens gränser. Därmed lyckades Rabe och hans medarbetare som styrde zonen rädda livet på uppskattningsvis uppemot 250 000 människor som genom att ta sig till zonen undkom de japanska soldaterna.
I januari 1938 tvingades Rabe lämna Nanking och återvända till Tyskland, säkerhetszonen fortsatte dock att existera efter att andra världskriget startade (september 1939 i Europa, resp. december 1941 runt Stilla Havet) . Väl hemma i Tyskland skrev Rabe till Adolf Hitler och bad honom att utnyttja sin begynnande relation till Japan för att försöka få Tyskland att pressa japanerna att inte upprepa denna massaker. Han bifogade mängder av bevis mot japanerna, bl.a. en film som bevisade omfattningen av massakern. Brevet nådde emellertid aldrig fram till den tyske diktatorn och John Rabe arresterades och förhördes av Gestapo, men släpptes ganska snart. Han fick även behålla sitt bevismaterial, utom just filmen, troligen efter påtryckningar från hans arbetsgivare Siemens. Därefter fick han istället en tjänst för Siemens i Afghanistan under en tid, men återvände till huvudkontoret i Berlin under det andra världskriget. 
Efter kriget arresterades han åter, först av den sovjetiska säkerhetspolisen NKVD och senare av den brittiska armén. Britterna gav honom arbetsförbud på Siemens och han tvingades genomgå en "de-nazifieringskurs" 1945-46. 
Han försörjde sin familj i en enrumslägenhet genom att sälja sin samling av kinesiskt porslin, men det räckte inte för att undvika undernäring.
Han förklarades "avnazifierad" av britterna den 3 juni 1946, men förbudet att arbeta med annat än manuellt arbete kvarstod. Rabe var då 63 år. Familjen överlevde en tid genom att samla vilda frön som barnen kunde äta som soppa och på torrt bröd, tills även detta var slut. När nyheter om familjen Rabes mycket svåra situation nådde Nanking 1948 började stadens innevånare snabbt samla in hela 2000 US-dollar (motsvarande 20.000 US-dollar 2012 eller omkring 150.000 svenska kronor). Nankings borgmästare reste till Tyskland via Schweiz där han inhandlade en stor mängd mat för familjen Rabe. Borgmästaren överlämnade personligen gåvan sommaren 1948. Och fram till kommunisternas maktövertagande året därpå, erhöll John Rabe även varje månad insamlad mat från Nankings befolkning. Allt detta tackade Rabe djupt för. 
Efter den kinesiska kommunismens omvandling de senaste decennierna har John Rabe åter "tagits till heder" i Nanking. År 1997 flyttades han och hans hustrus gravsten från Berlin till Nanjing (som staden heter idag), där den står placerad vid ett minnesmärke över massakern. År 2005 renoverade de kinesiska myndigheterna hans forna hem i Nanking, vilket nu tjänar som ett slags museum. 
År 2009 gjordes en film om John Rabe i regi av Florian Gallenberger. I filmen spelas Rabe av Ulrich Tukur.